# Cattedrale di Santa Maria (Kilkenny)
La cattedrale di Santa Maria (in inglese: St. Mary's Cathedral) è la cattedrale cattolica di Kilkenny, in Irlanda, e sede della diocesi di Ossory.

## Storia
La cattedrale di Santa Maria è stata progettata da William Deane Butler, utilizzando la Cattedrale di Gloucester (iniziata nel 1089) come fonte d'ispirazione. I lavori sono iniziati nel mese di aprile del 1843 e terminati nel 1857. Domenica 4 ottobre 1857 la cattedrale è stata inaugurata.
La cattedrale è in stile gotico, costruita interamente in pietra calcarea a forma di croce. La torre, punto di riferimento della città, originariamente progettata per il Collegio di San Kieran, raggiunge un'altezza di 186 metri. L'altare di marmo italiano è stato acquistato in Italia. Le reliquie dei Santi Cosma e Damiano e di San Clemente sono stati portate da Roma.
L'interno della cattedrale è stato modernizzato in linea con i requisiti posti dal Concilio Vaticano II. Sotto la grande torre è stato collocato un nuovo altare di calcare lucido, circondato da scene raffiguranti la vita della chiesa in Ossory, quindi è stato posto un nuovo tabernacolo per facilitare l'esposizione del Santissimo Sacramento.

## Galleria d'immagini

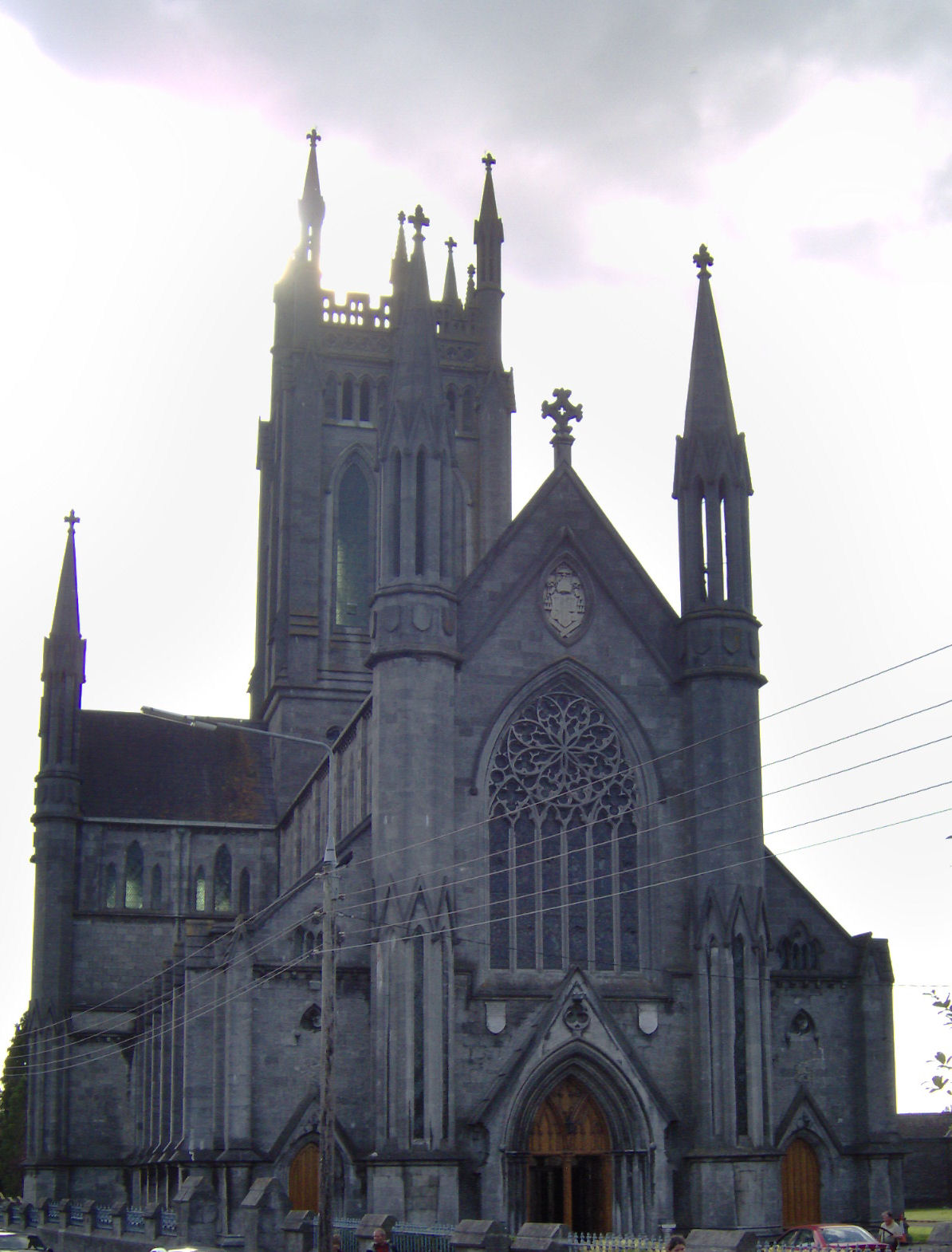
La cattedrale
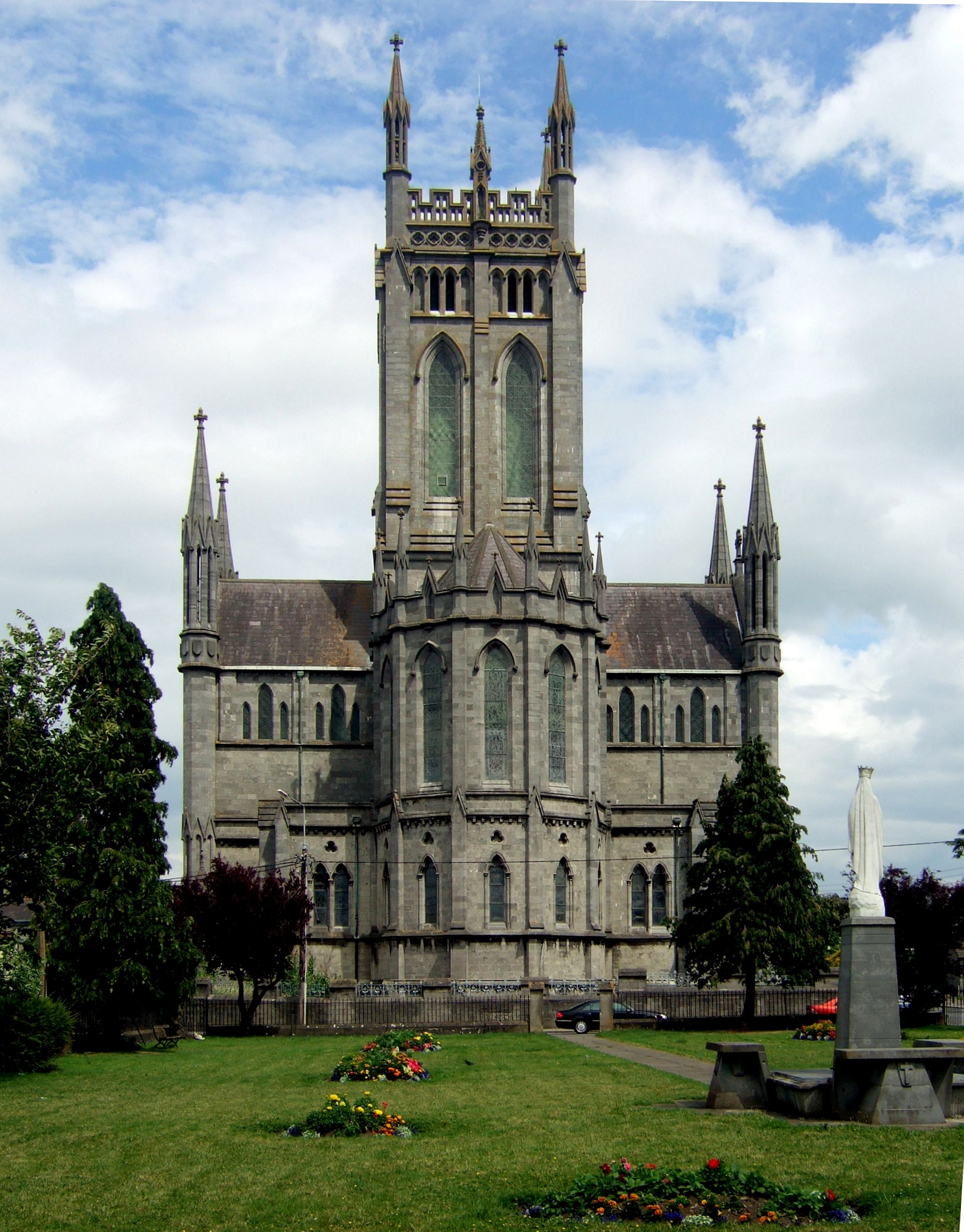
Esterno
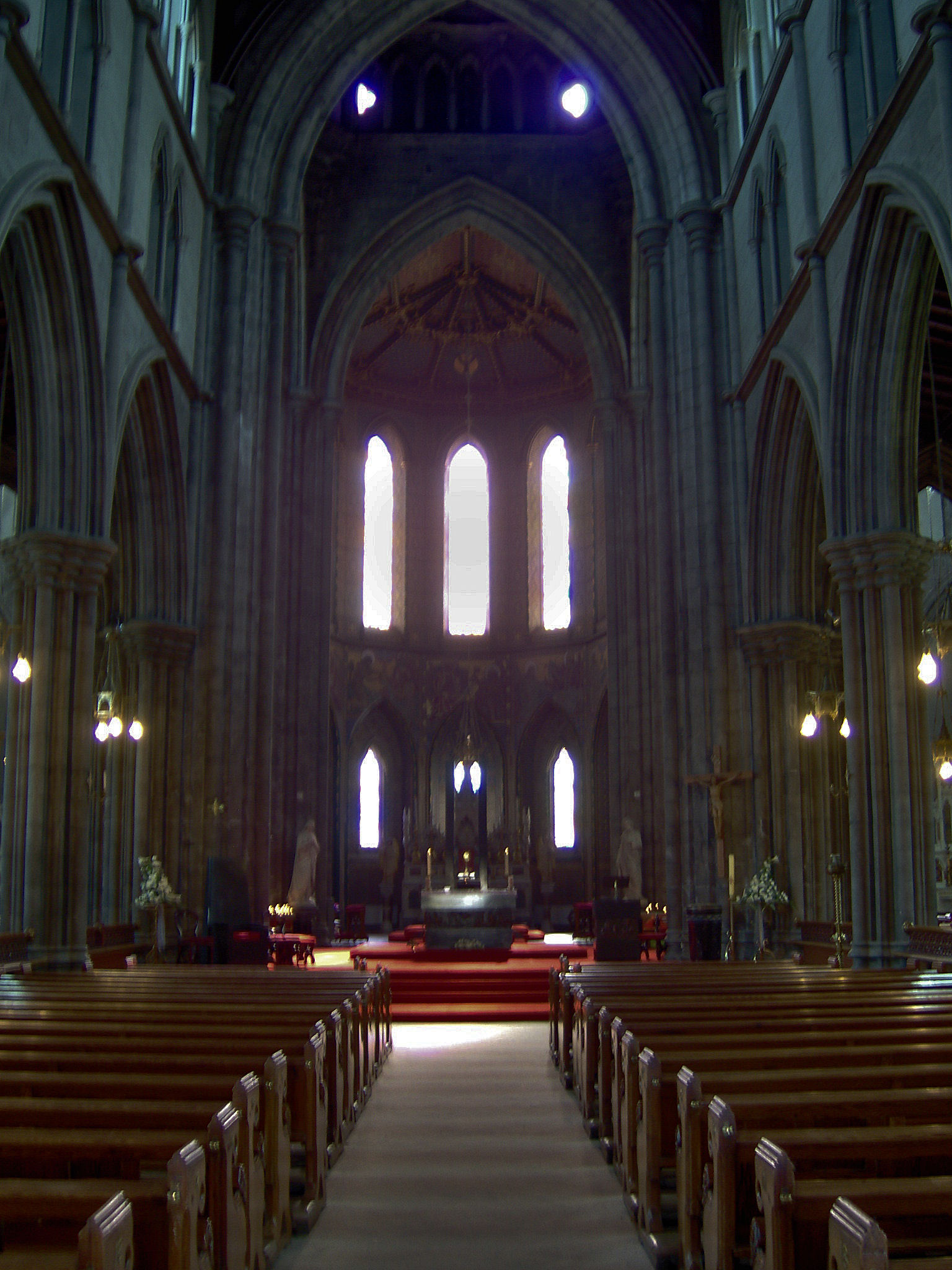
Interno